# Звончица (филм)
Звончица (енгл. Tinker Bell) је амерички компјутерски урађен анимирани филм продукције DisneyToon Studios из 2008. године. То је уједно и први филм франшизе Дизни виле. У средишту приче је вила Звончица из Дизнијевог филма Петар Пан и дешава се пре њеног познанства са Петром Паном. За разлику од филма Петар Пан и његовог наставка, у овом филму Звончица прича.
Српску синхронизацију је 2009. године по наруџбини канала РТС 1 урадио студио Лаудворкс. Филм је имао премијеру на РТС 1 исте године.

## Улоге
| Име лика         | Глас            |
| ---------------- | --------------- |
| Звончица         | Меј Витман      |
| Розета           | Кристин Ченовет |
| Иридеса          | Рејвен Симон    |
| Силвермист       | Луси Лу         |
| Флан             | Америка Ферера  |
| Вила Мери        | Џејн Хорокс     |
| Краљица Кларион  | Анђелика Хастон |
| Видија           | Памела Адлон    |
| Теренс           | Џес МекКартни   |
| Бабл             | Роб Полсен      |
| Министар пролећа | Стив Валентајн  |
| Министар лета    | Кејти Наџими    |
| Министар јесени  | Ричард Портноу  |
| Министар зиме    | Гејл Борџес     |
| Венди Дарлинг    | Америка Јонг    |
| Госпођа Дарлинг  | Кетрин Кресида  |
| Приповедачица    | Лорена МекКенит |